# Ferdinand Cardez
Ferdinand Bertrand, comte Cardez, né le 22 mars 1822 à Margaux (Gironde) et mort le 8 juin 1903 à Bordeaux, est un négociant, maire de Rions durant vingt-cinq ans et consul général d'Haïti-Saint Domingue à Bordeaux.
Il fut anobli comte romain par Pie IX. Il est connu pour la politique d'embellissement de la ville de Rions durant son mandat de maire de 1874 à 1900 (le plus long). Sous son mandat la tour du Lhyan fut restaurée par l'architecte Léo Drouyn en 1881.

## Biographie

### Jeunesse et formation
Ferdinand Cardez est né en 1822 à Margaux, au village de la Hâle. Son père, Claude-François Cardez, est officier en retraite originaire de Vuillafans (Doubs). Sa mère, Catherine-Adélaïde de Laroze, est la fille d'Augustin-Furcy de Laroze, capitaine au long cours et cadet d'une grande famille parlementaire bordelaise.
Orphelin de père à cinq ans, il a une enfance relativement pauvre et entre comme commis dans la maison Gizard de Bordeaux, qui prospérait alors dans le négoce du vin.

### Mariage et descendance
Il se marie à Bordeaux le 19 janvier 1847 avec Eugénie Gizard, fille d'Eugène Gizard, propriétaire du château de Laroque (Caillac), et de Magdeleine Gischard. De cette union (1847), naquirent cinq enfants : Clotilde (1848), Paul (1850), second comte Cardez, Eugène (1853), vicomte Cardez, Bernard (1856), troisième et dernier comte Cardez, et Marie Cardez (1859), qui épousa le professeur et médecin Timothée Piéchaud. Il est donc le grand-père des écrivain, journaliste et médecins Martial, Louis, Ferdinand Piéchaud et Pierre Piéchaud.

### Carrière commerciale
La maison Gizard devient par la suite maison Gizard-Cardez, puis Cardez. Elle est spécialisée dans le commerce de rhums et vins. À cet effet, il est nommé en 1898, Consul Général d'Haïti-Saint Domingue à Bordeaux. Il aida les missions étrangères, notamment celle du Kouy-Tchéou, pour laquelle il sera nommé comte romain par bref du pape Pie IX du 22 décembre 1876. Il finit sa vie dans son château de Jourdan, non loin de Rions.
Il meurt à Bordeaux le 8 juin 1903.
Il fit don aux églises de Laroque (1886) et de Cardan (1887) de vitraux le représentant lui et sa femme en saint Ferdinand et sainte Eugénie.

## Distinctions

### Décorations françaises
- Officier de l'Instruction publique.

### Décorations étrangères
- Commandeur de Saint-Grégoire-le-Grand
- Chevalier de Bolivar
- Médaillé de Mentana
- Chevalier de Libéria (Ordre de la Rédemption africaine)

### Honneurs
- Grand mandarin à l'occasion de missions étrangères
- Comte romain héréditaire par bref pontifical
- Chevalier du Saint-Sépulcre

## Armoiries
Ses armes sont : d'azur, à trois chardons d'or, 2 en chef et 1 en pointe, et quatre caractère chinois d'or mis en pal - ces quatre caractères signifient : sceau de la province de Kouy-Tchéou- Tenants : Deux Chinois.

## Hommage
- Avenue Cardez à Rions.

## Sources
- Mémoires de Louis-Guillaume Piéchaud, 1887.
- F. Cardez, Monsieur le Maire..., 1876.
- Comte F. Cardez, Aux Bienfaiteurs de la mission du Kouy-Tchéou, Bordeaux, 1885.
- J. Barrère, Th. Durepaire, G. Videau, Rions : une filleule de Bordeaux : souvenirs historiques, 1910.